# Ordine del 25 febbraio 1948
L'Ordine del 25 febbraio 1948 è stato una decorazione della Cecoslovacchia.

## Storia
L'Ordine è stato fondato l'8 febbraio 1949 per premiare azioni durante il colpo di stato cecoslovacco del 1948.

## Classi
L'Ordine disponeva delle seguenti classi di benemerenza:
- Stella d'Argento
- Medaglia d'Argento
- Medaglia di Bronzo

| Nastri             |                    |                  |
| Medaglia di Bronzo | Medaglia d'Argento | Stella d'Argento |

## Insegne
- L'insegna della I Classe era una stella a cinque punte in argento smaltata di rosso con bordo in oro. Al centro vi era un medaglione rotondo con una mano destra che tiene un ramo di alloro e una bandiera. Sopra la mano vi era la scritta in tre linee "25. února 1948" (25 febbraio 1948). Nel rovescio, al centro, vi era un piatto d'argento rotondo con l'immagine di rami di tiglio e le scritte in due linee: «REPUBLIKA Ceskoslovenska» (Repubblica Cecoslovacca) e «Vule LIDU ZÁKONEM» (volontà popolare - la legge).
- L'insegna della II Classe era in argento e simile a quella della I Classe.
- L'insegna della III Classe era e simile a quella della I Classe.
- Il nastro era completamente rosso.